# Abdullah ibn Mohammed ibn Ibrahim ibn Abdukkati Ál as-Sejk
Abdullah ibn Mohammed ibn Ibrahim ibn Abdukkati Ál as-Sejk (Dirijja, 1948. –) szaúdi tudós és politikus, 2009-től Szaúd-Arábia törvényhozó testületének, a Konzultációs Tanácsnak (Medzslisz as-Sura) az elnöke. Egyike Szaúd-Arábia legelismertebb jogtudósainak.

## Tanulmányai
Szaud-Arábia korábbi fővárosában, Dirijjában született. Neves szaúdi vallástudós család leszármazottja. Rijádban a Muhammadijja iskolába járt, majd az Iszlám Tanulmányok Intézetében tanult. Apja, Mohammed ibn Ibrahim Ál as-Sejk, Szaúd-Arábia akkori főmuftija tanította. Korán-értelmezést és iszlám jogtudományt Adb al-Rozaqq Afifinél tanult. Később a rijádi Saría Főiskola (napjainkban Mohammed ibn Szaúd Imám Iszlám Egyetem) hallgatója lett, ahol 1975-ben kapott BA-fokozatot.